# Missões diplomáticas da República da Irlanda

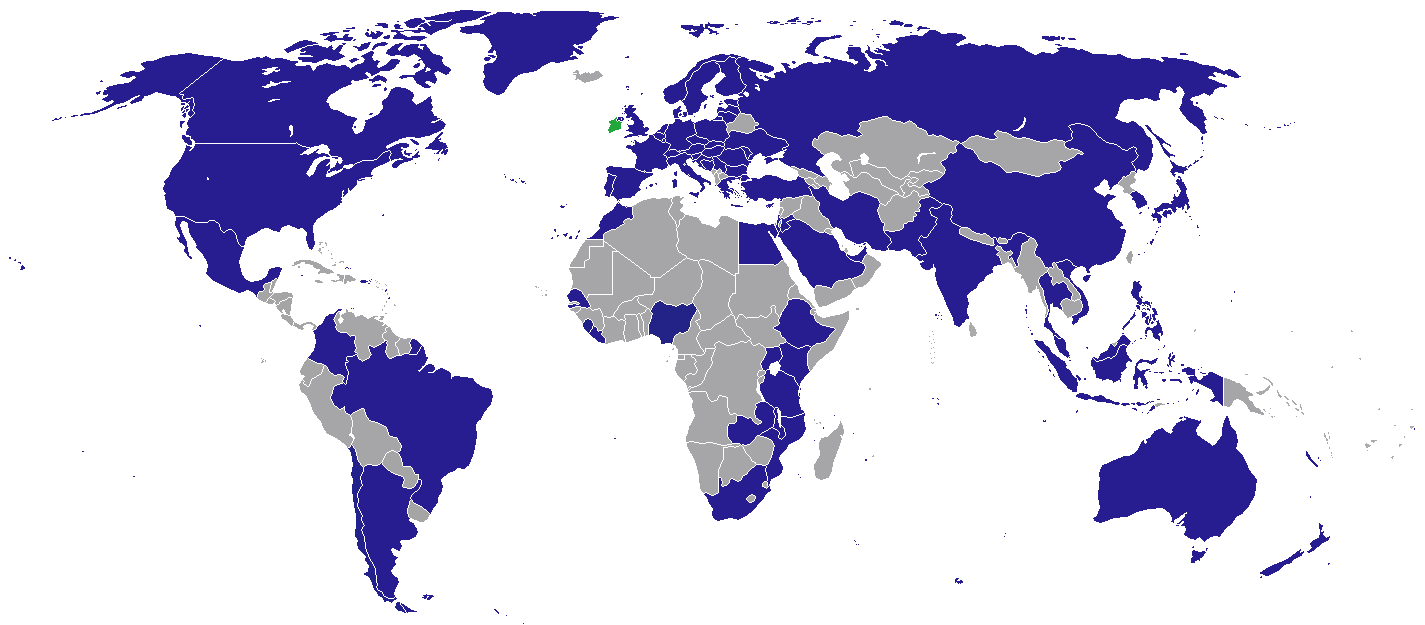
Mapa das missões diplomáticas da Irlanda

Abaixo se encontram as embaixadas e consulados da Irlanda:

## África

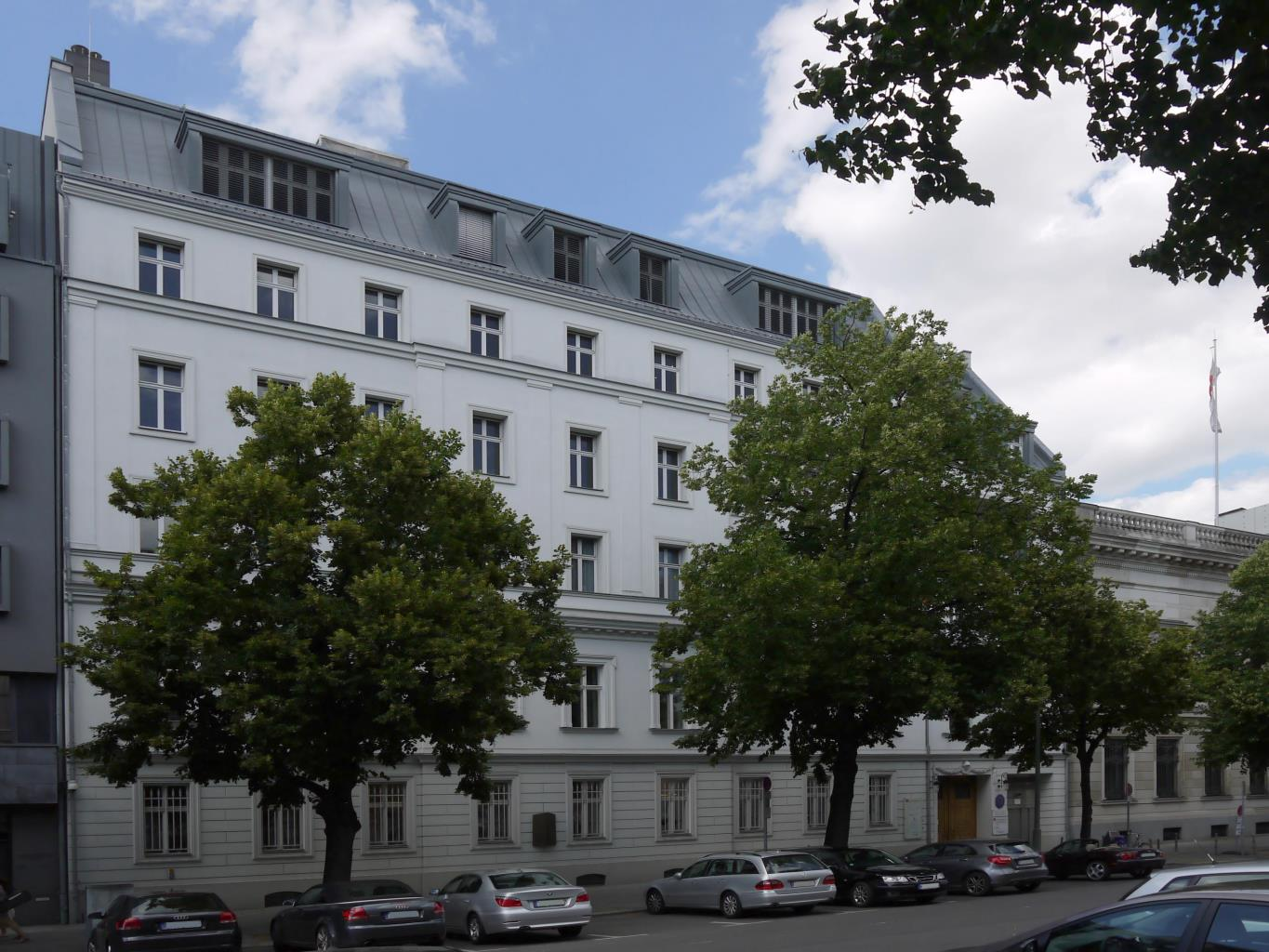
Embaixada da Irlanda em Berlim

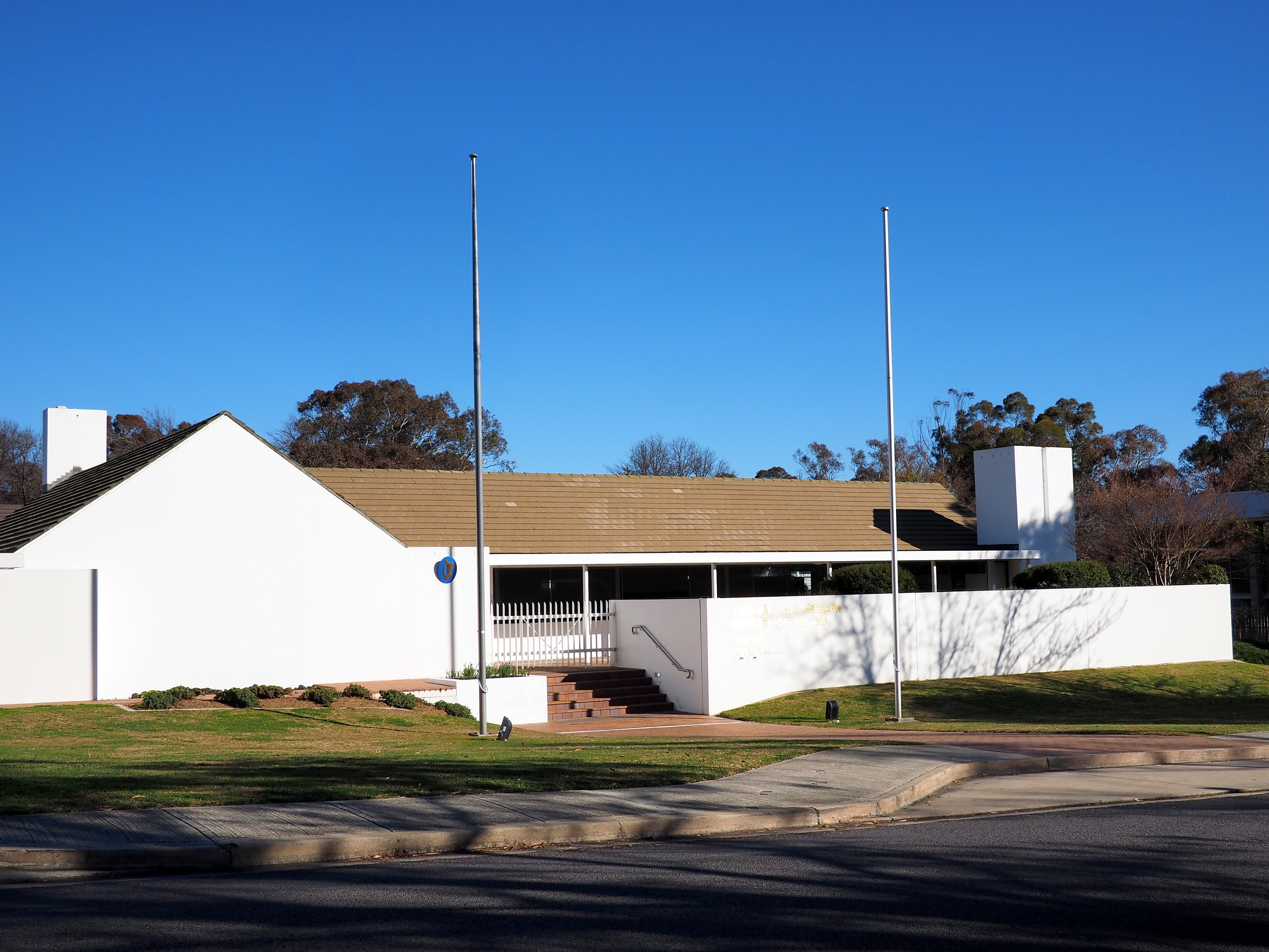
Embaixada da Irlanda em Camberra

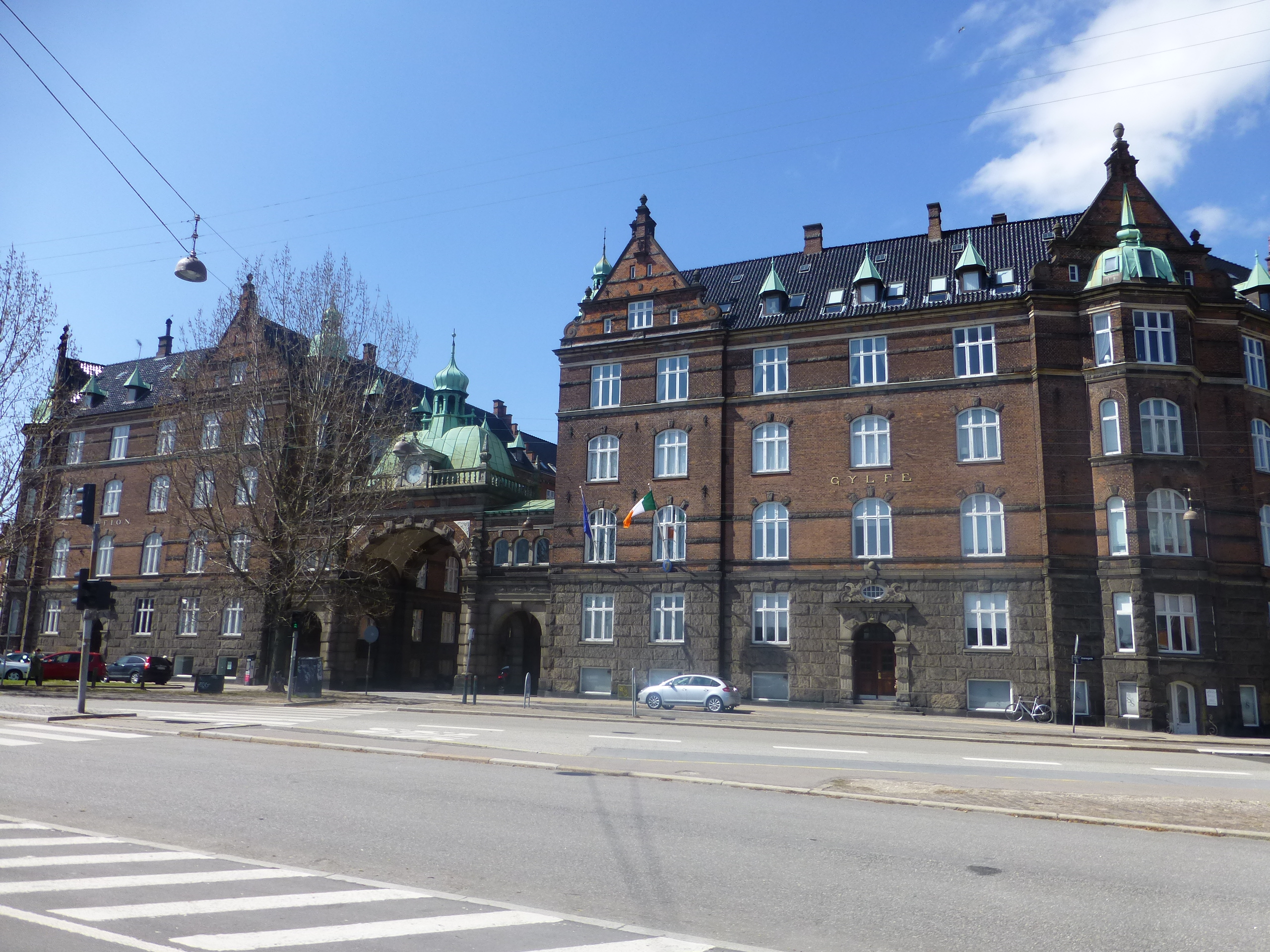
Embaixada da Irlanda em Copenhague

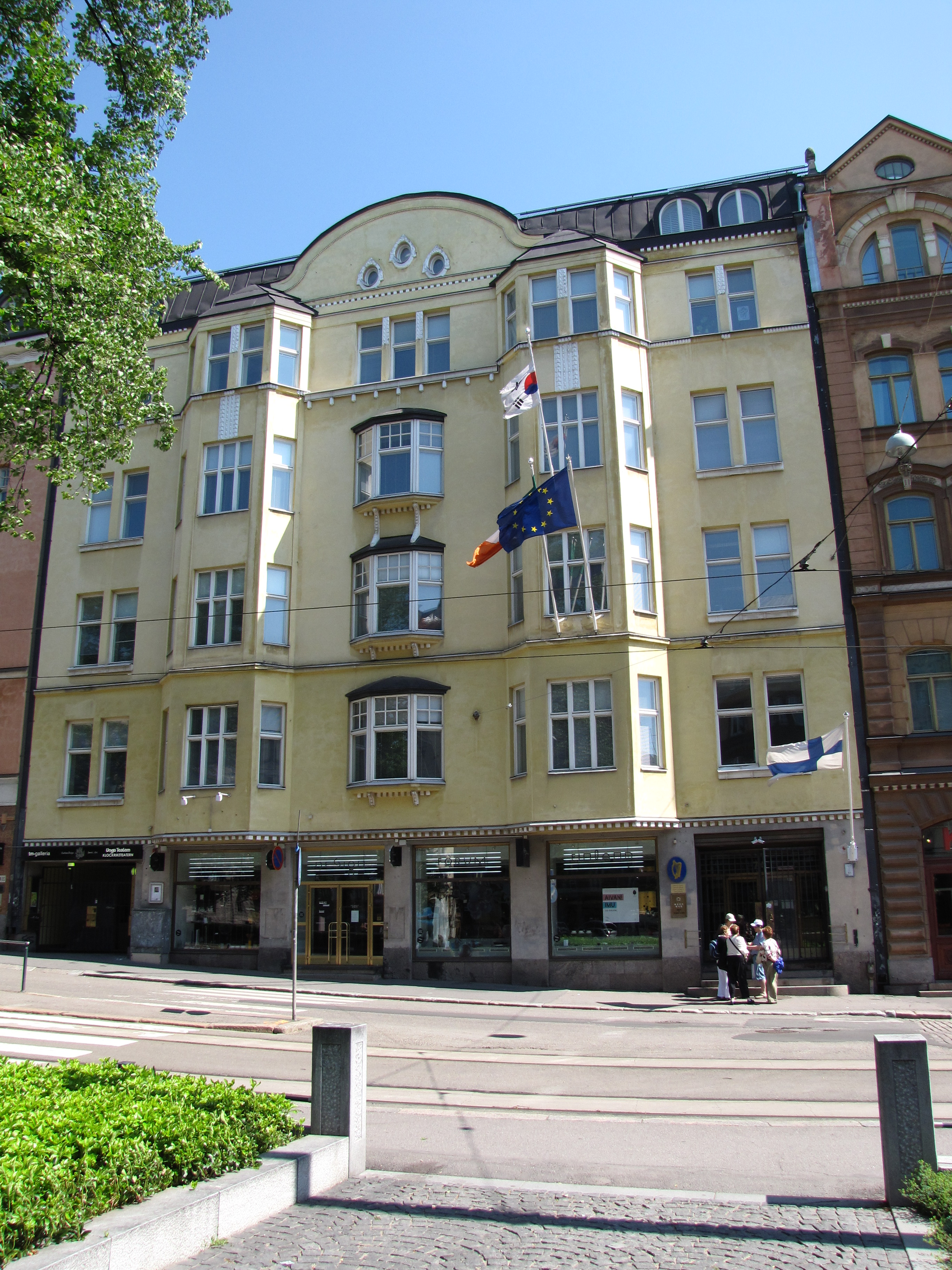
Embaixada da Irlanda em Helsínquia

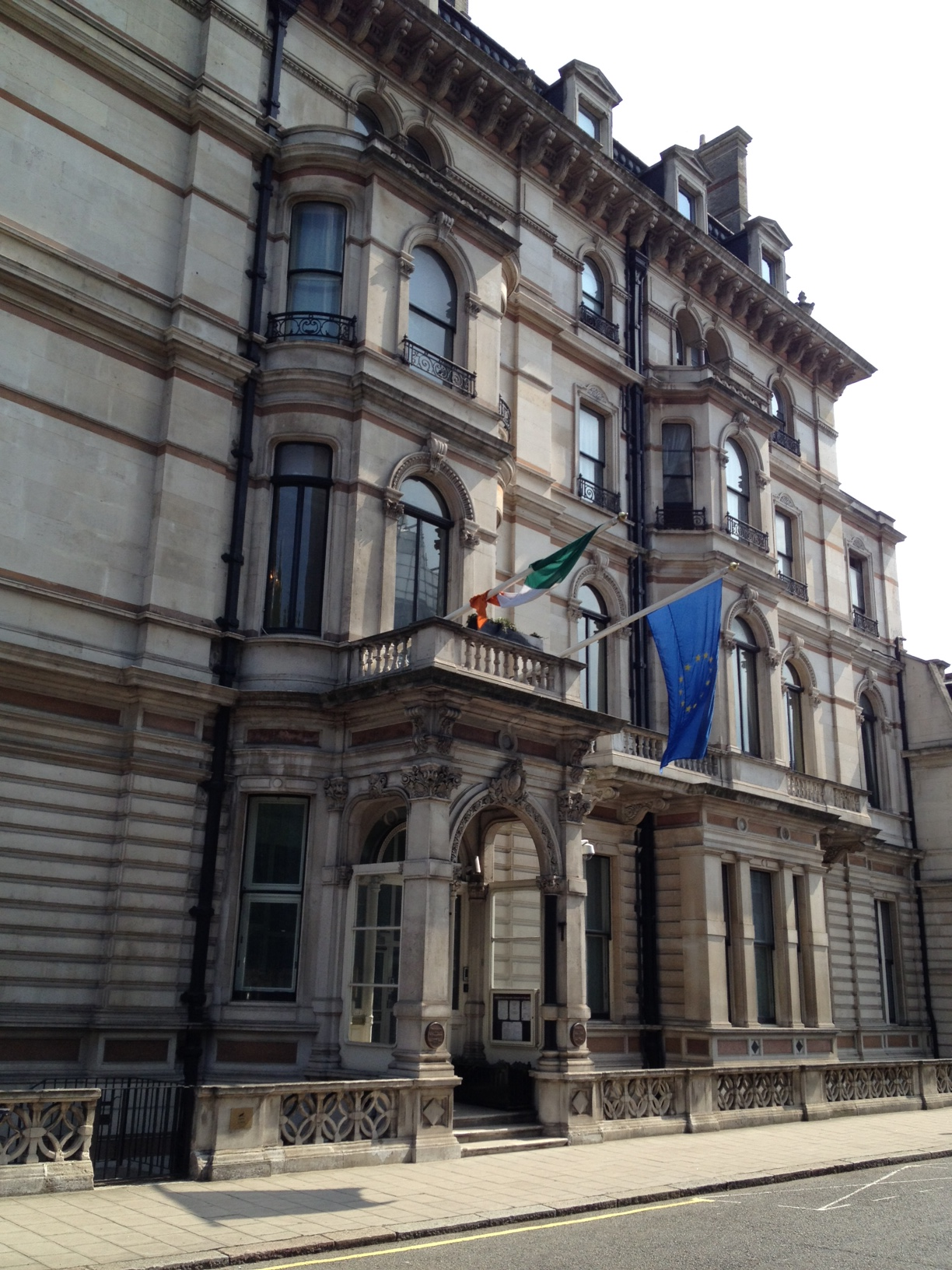
Embaixada da Irlanda em Londres

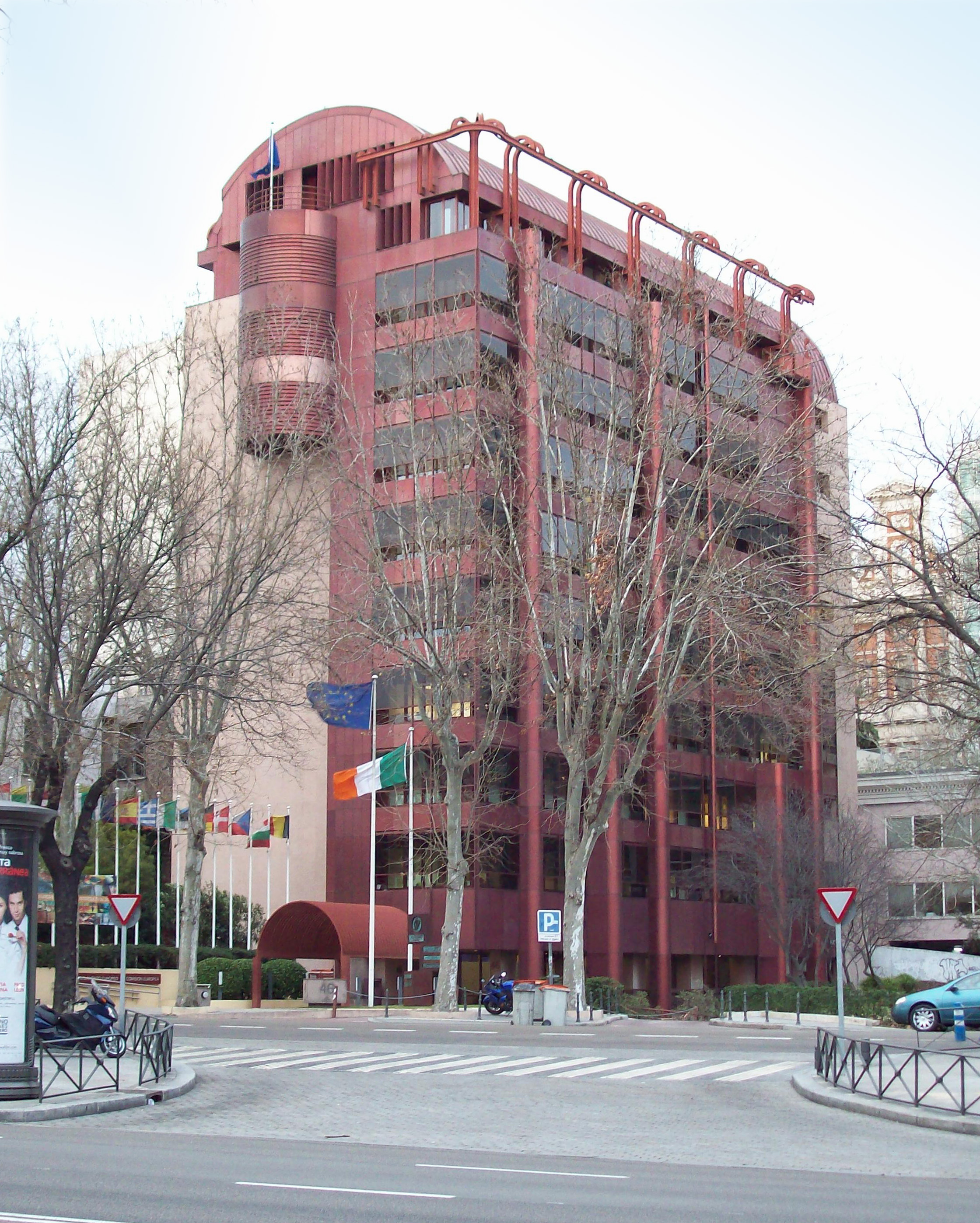
Embaixada da Irlanda em Madrid

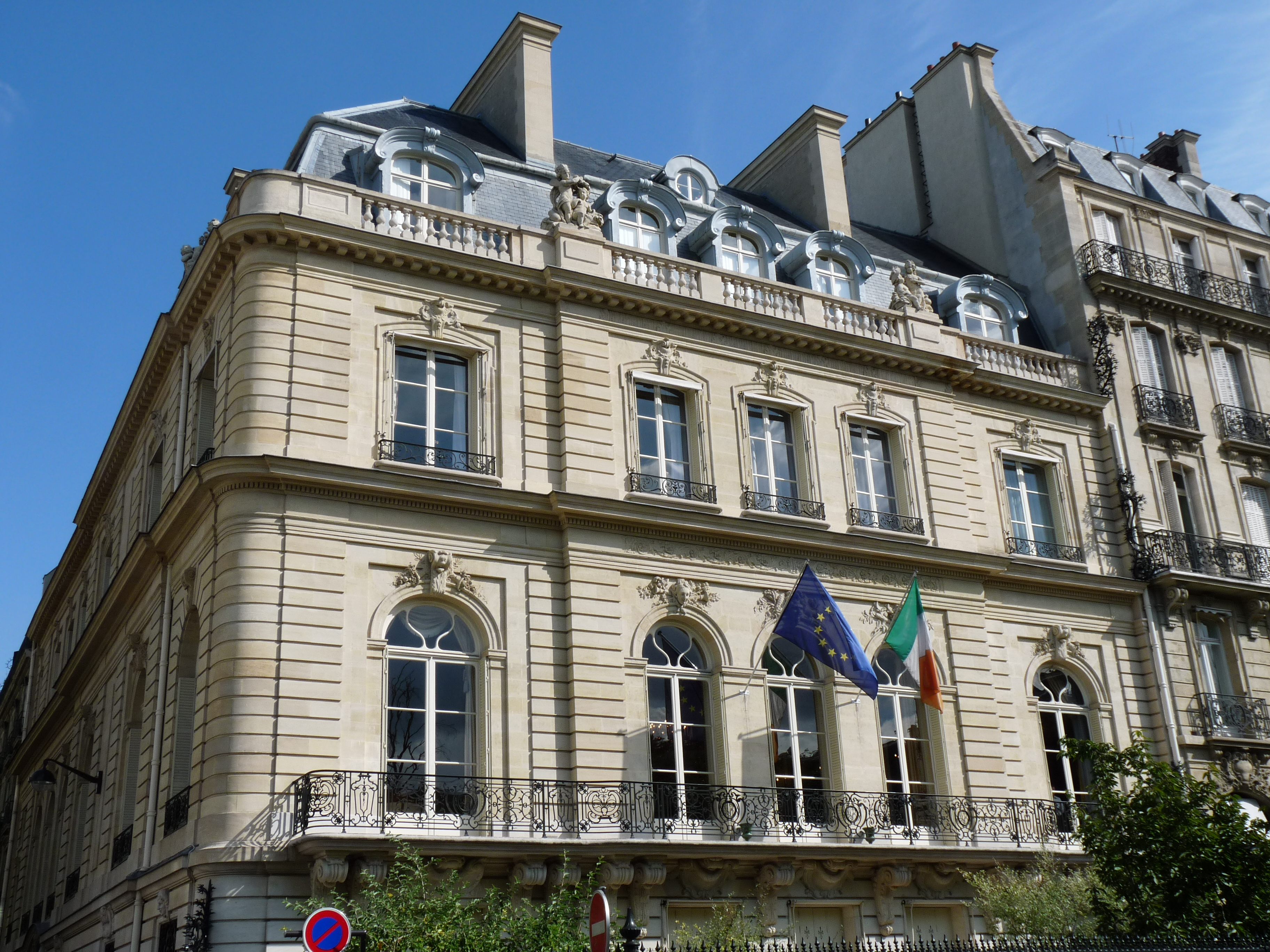
Embaixada da Irlanda em Paris

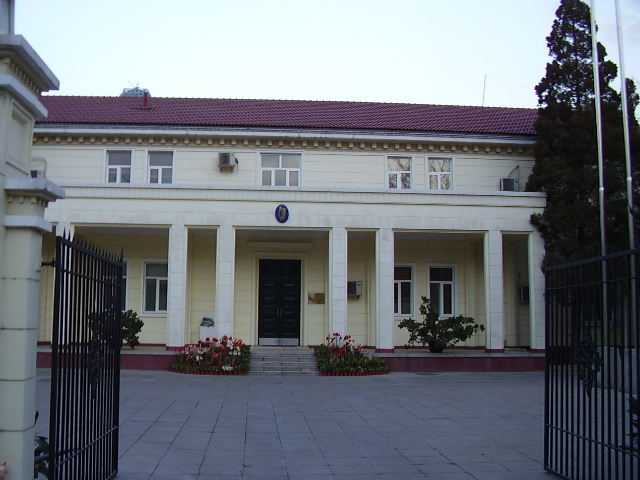
Embaixada da Irlanda em Pequim

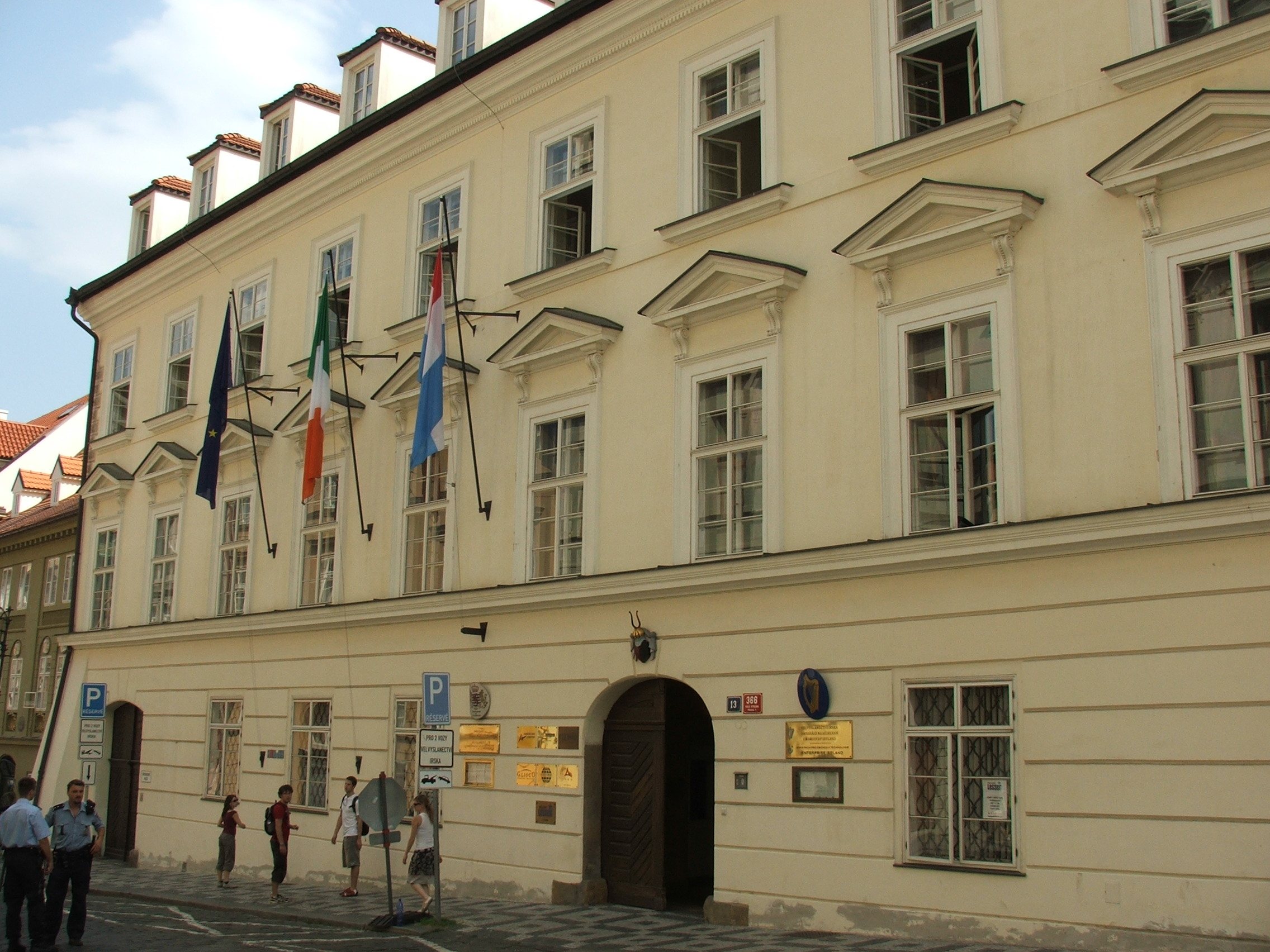
Embaixada da Irlanda em Praga

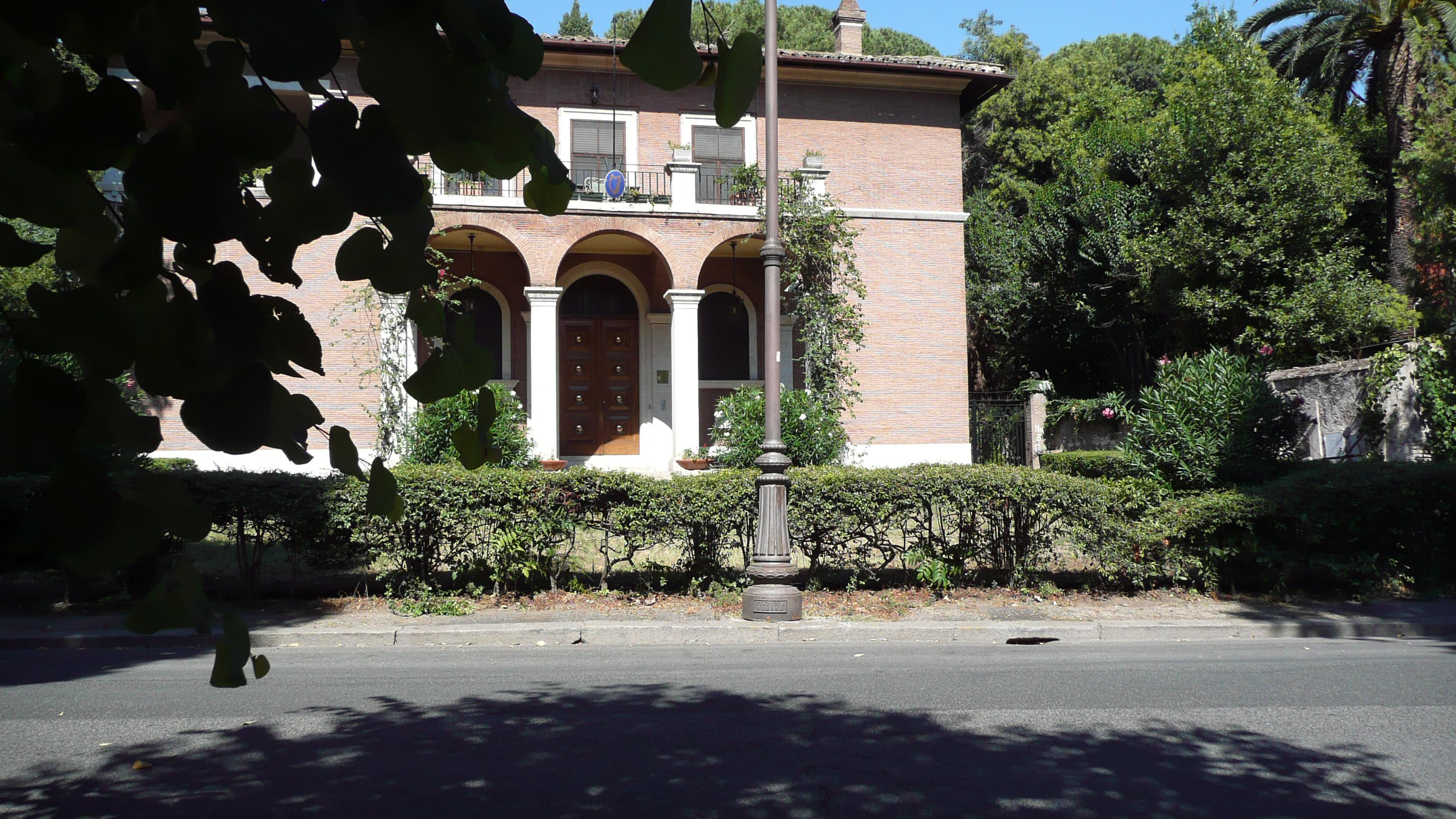
Embaixada da Irlanda em Roma

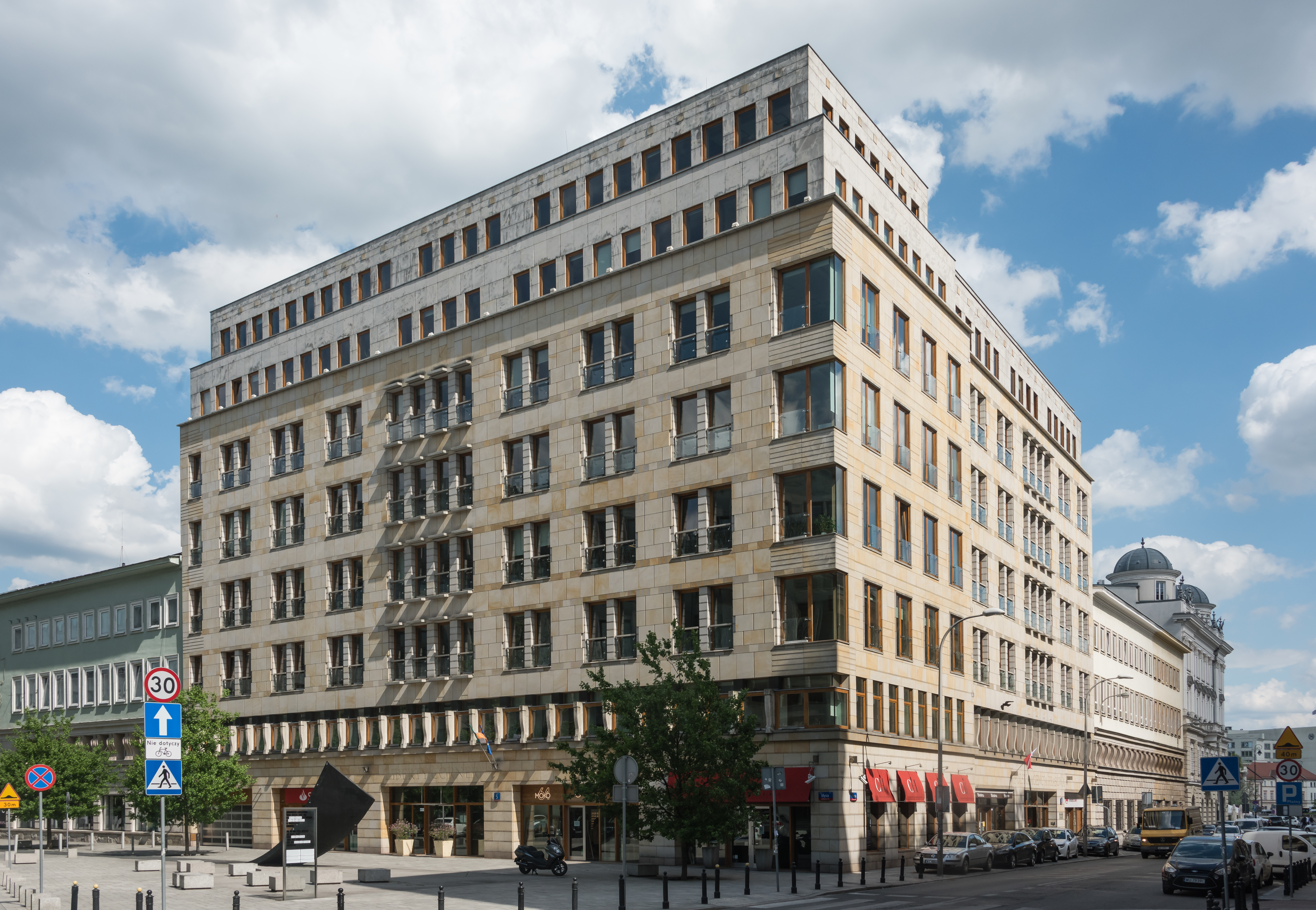
Embaixada da Irlanda em Varsóvia

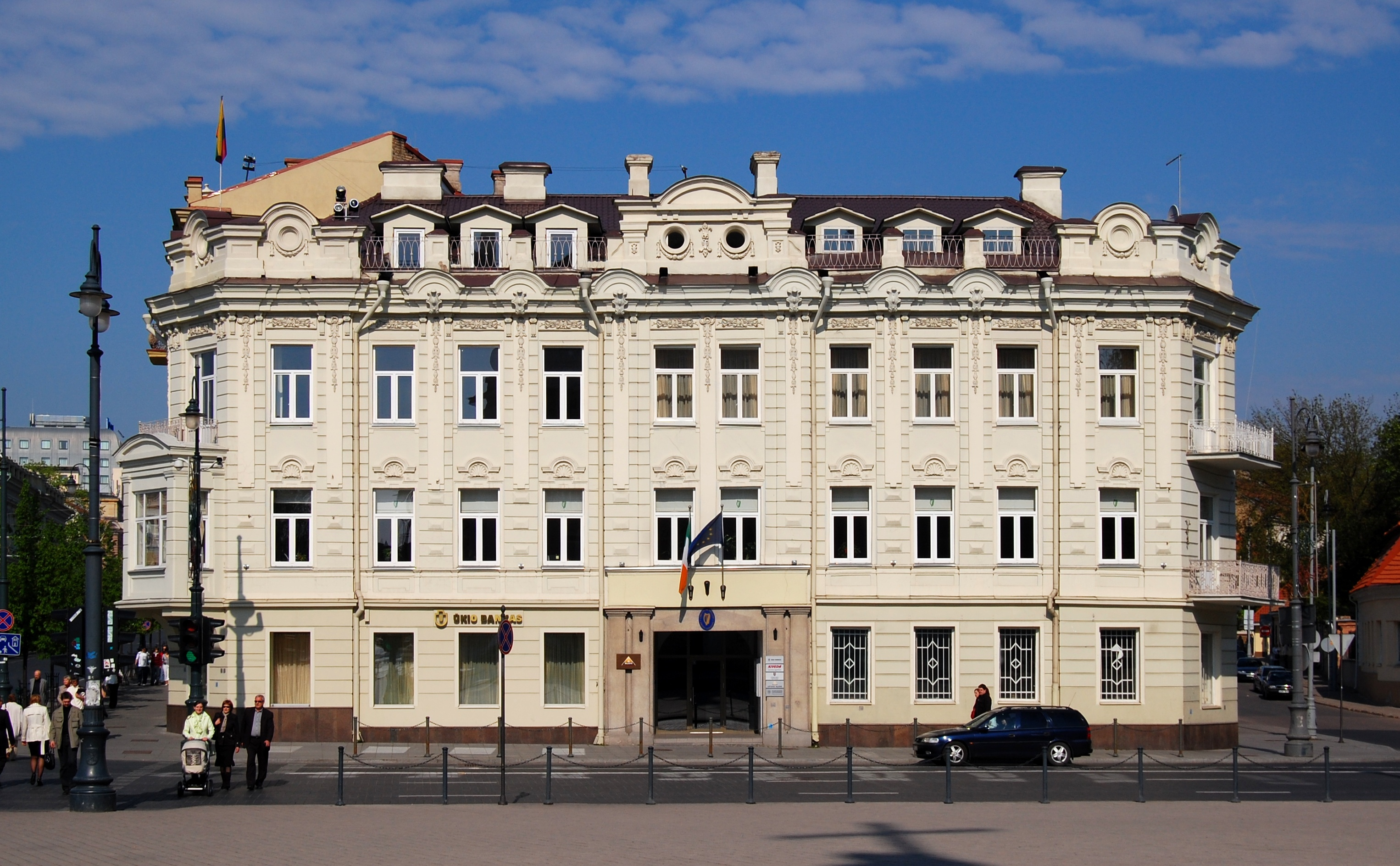
Embaixada da Irlanda em Vilnius

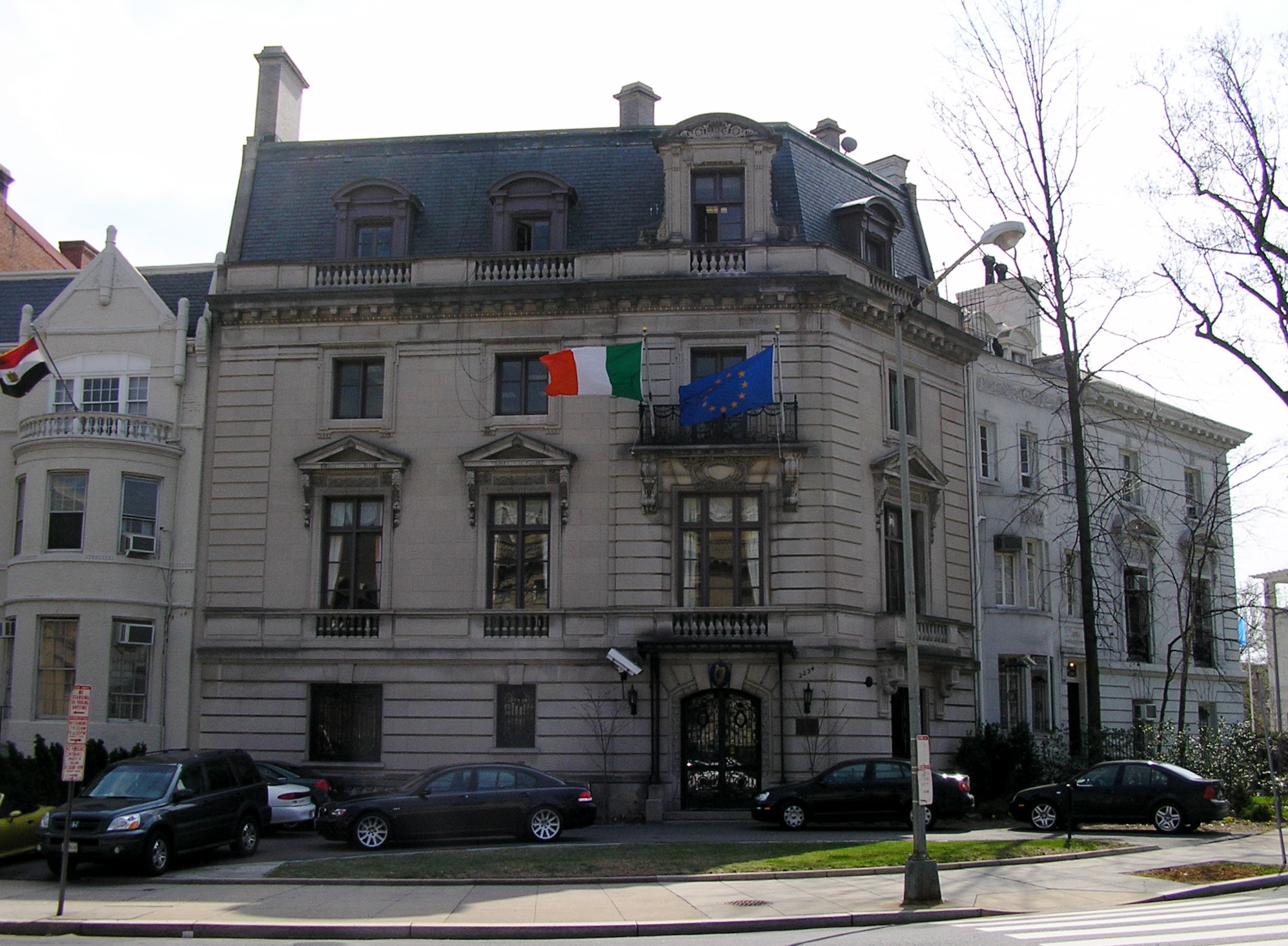
Embaixada da Irlanda em Washington, D.C

- África do Sul
  - Pretória (Embaixada)
  - Cidade do Cabo (Consulado-Geral)
- Egito
  - Cairo (Embaixada)
- Etiópia
  - Adis Abeba (Embaixada)
- Libéria
  - Monrovia (Embaixada)
- Malawi
  - Lilongué (Embaixada)
- Moçambique
  - Maputo (Embaixada)
- Nigéria
  - Abuja (Embaixada)
- Quênia
  - Nairóbi (Embaixada)
- Serra Leoa
  - Freetown (Embaixada)
- Tanzânia
  - Dar es Salaam (Embaixada)
- Uganda
  - Campala (Embaixada)
- Zâmbia
  - Lusaca (Embaixada)

## América
- Argentina
  - Buenos Aires (Embaixada)
- Brasil
  - Brasília (Embaixada)
  - São Paulo (Consulado-Geral)
- Canadá
  - Otava (Embaixada)
- Chile
  - Santiago (Embaixada)
- Colômbia
  - Bogotá (Embaixada)
- Estados Unidos
  - Washington, D.C (Embaixada)
  - Atlanta (Consulado-Geral)
  - Austin (Consulado-Geral)
  - Boston (Consulado-Geral)
  - Chicago (Consulado-Geral)
  - Nova Iorque (Consulado-Geral)
  - São Francisco (Consulado-Geral)
- México
  - Cidade do México (Embaixada)

## Ásia
- Arábia Saudita
  - Riade (Embaixada)
- China
  - Pequim (Embaixada)
  - Honcongue (Consulado-Geral)
  - Xangai (Consulado-Geral)
- Coreia do Sul
  - Seul (Embaixada)
- Emirados Árabes Unidos
  - Abu Dabi (Embaixada)
- Índia
  - Nova Deli (Embaixada)
- Indonésia
  - Jacarta (Embaixada)
- Israel
  - Telavive (Embaixada)
- Japão
  - Tóquio (Embaixada)
- Jordânia
  - Amã (Embaixada)
- Malásia
  - Kuala Lumpur (Embaixada)
- Palestina
  - Ramala (Escritório de Representação)
- Singapura
  - Singapura (Embaixada)
- Tailândia
  - Bancoque (Embaixada)
- Turquia
  - Ancara (Embaixada)
- Vietname
  - Hanói (Embaixada)

## Europa
- Alemanha
  - Berlim (Embaixada)
- Áustria
  - Viena (Embaixada)
- Bélgica
  - Bruxelas (Embaixada)
- Bulgária
  - Sófia (Embaixada)
- Chipre
  - Nicósia (Embaixada)
- Dinamarca
  - Copenhague (Embaixada)
- Eslováquia
  - Bratislava (Embaixada)
- Eslovênia
  - Liubliana (Embaixada)
- Espanha
  - Madrid (Embaixada)
- Estónia
  - Taline (Embaixada)
- Finlândia
  - Helsínquia (Embaixada)
- França
  - Paris (Embaixada)
- Grécia
  - Atenas (Embaixada)
- Hungria
  - Budapeste (Embaixada)
- Itália
  - Roma (Embaixada)
- Letônia
  - Riga (Embaixada)
- Lituânia
  - Vilnius (Embaixada)
- Luxemburgo
  - Luxemburgo (Embaixada)
- Malta
  - Valeta (Embaixada)
- Noruega
  - Oslo (Embaixada)
- Países Baixos
  - Haia (Embaixada)
- Polónia
  - Varsóvia (Embaixada)
- Portugal
  - Lisboa (Embaixada)
- Reino Unido
  - Londres (Embaixada)
  - Cardiff (Consulado-Geral)
  - Edimburgo (Consulado-Geral)
- Chéquia
  - Praga (Embaixada)
- Roménia
  - Bucareste (Embaixada)
- Rússia
  - Moscou (Embaixada)
- Suécia
  - Estocolmo (Embaixada)
- Suíça 
  - Berna (Embaixada)
- Vaticano
  - Cidade do Vaticano (situada em Roma) (Embaixada)

## Oceania
- Austrália
  - Camberra (Embaixada)
  - Sydney (Consulado-Geral)
- Nova Zelândia
  - Wellington (Embaixada)

## Organizações Multilaterais
- - Bruxelas (Missão Permanente do país ante a União Europeia)
  - Estrasburgo(Missão Permanente do país ante a Conselho da Europa)
  - Genebra (Missão Permanente do país ante as Nações Unidas e outras organizações internacionais)
  - Nova Iorque (Missão Permanente do país ante as Nações Unidas)
  - Paris (Missão Permanente do país ante a OCDE e Unesco)
  - Roma (Missão Permanente do país ante a Organização das Nações Unidas para Agricultura e Alimentação)
  - Viena (Missão Permanente do país ante as Nações Unidas)